# Herz-Jesu-Kirche (Koblenz)

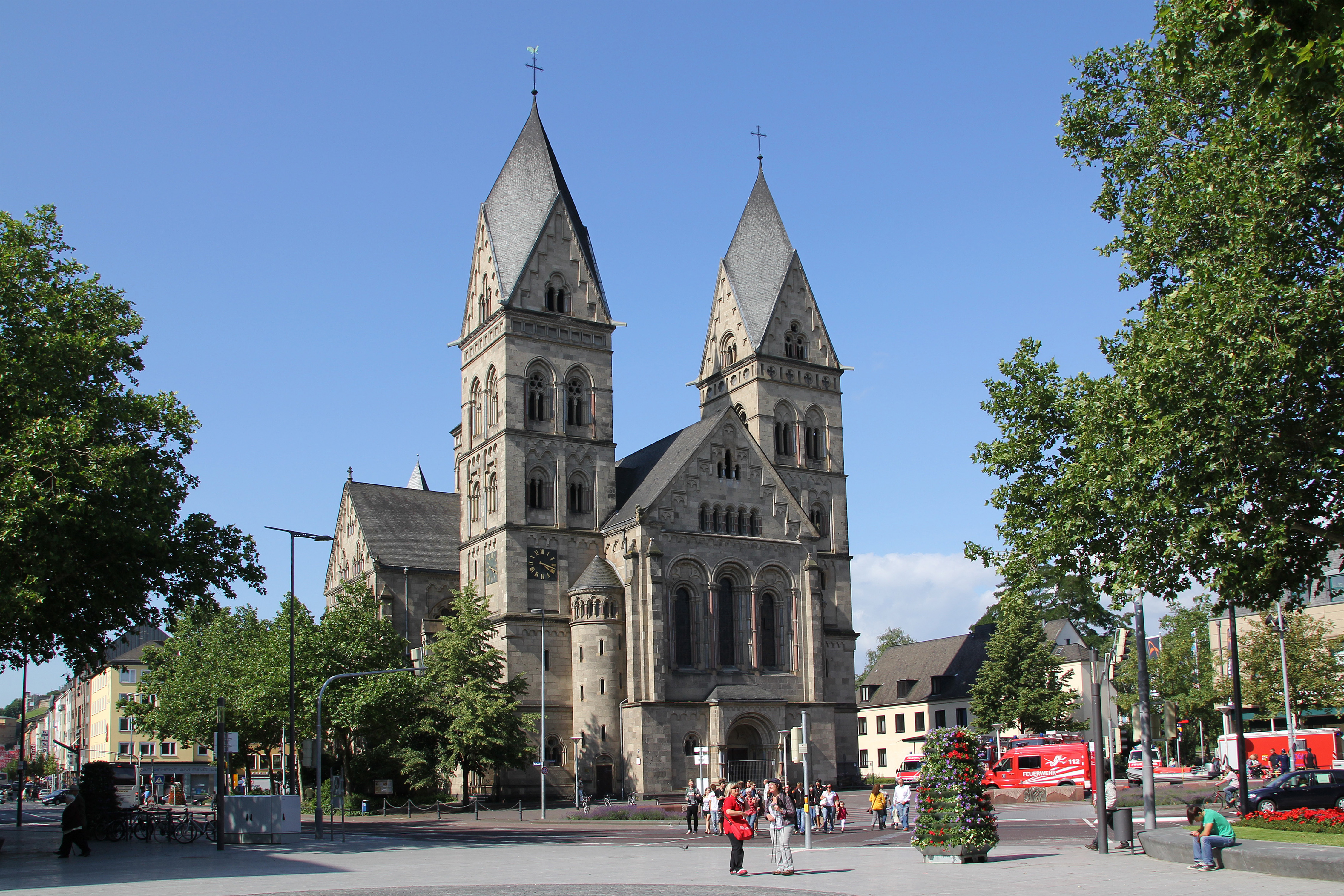
Die Herz-Jesu-Kirche in Koblenz

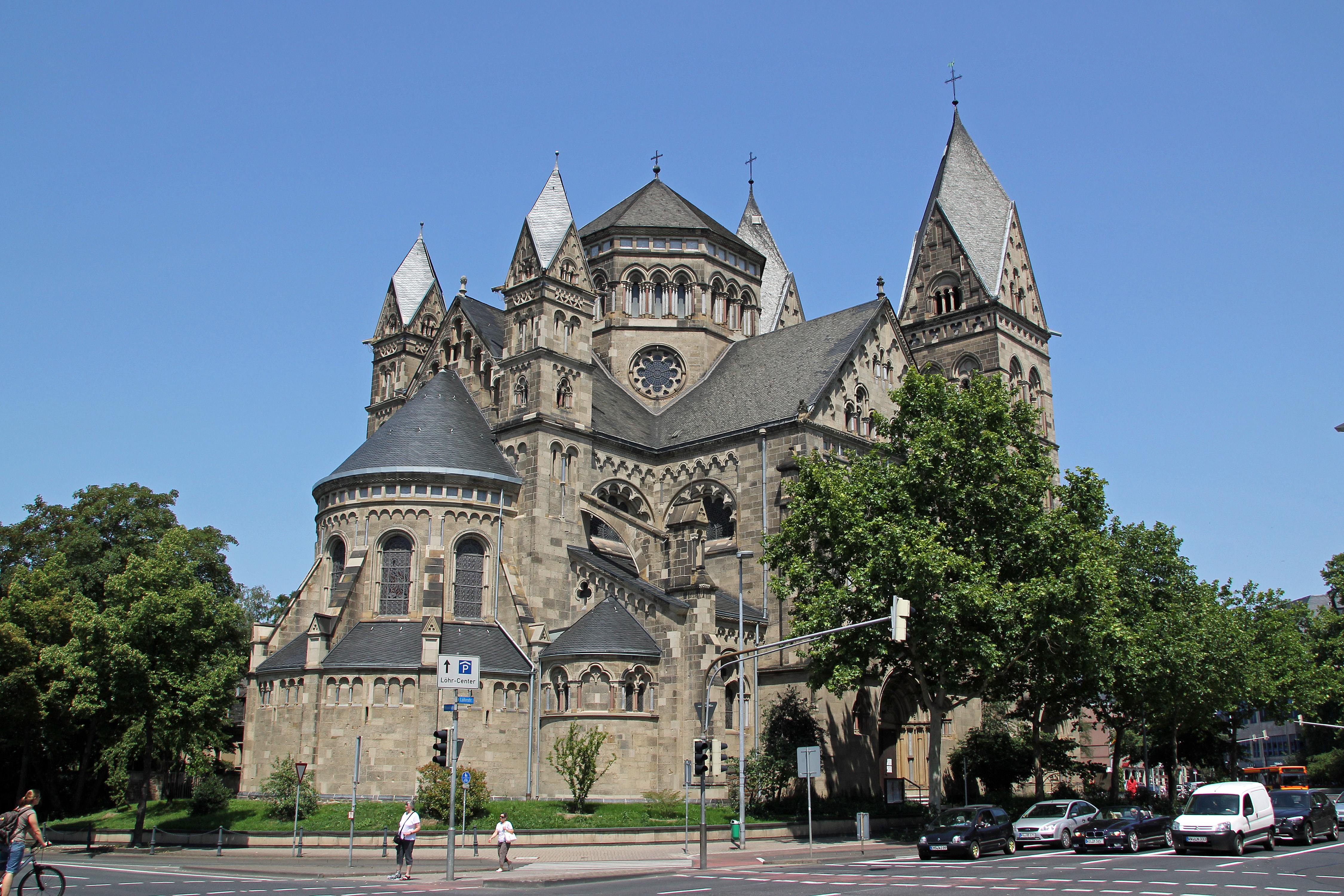
Die Südseite der Kirche

Die Herz-Jesu-Kirche (ⓘ) ist eine katholische Kirche in der Altstadt von Koblenz, die im Rahmen der südlichen Stadterweiterung von 1900 bis 1903 errichtet wurde. Sie gehört zu den bedeutendsten neuromanischen Sakralbauten in Deutschland. Nördlich der Pfarrkirche schließt sich das Löhr-Center an, ein innerstädtisches Einkaufszentrum. Die Kirche ist dem Heiligsten Herzen Jesu geweiht.

## Geschichte

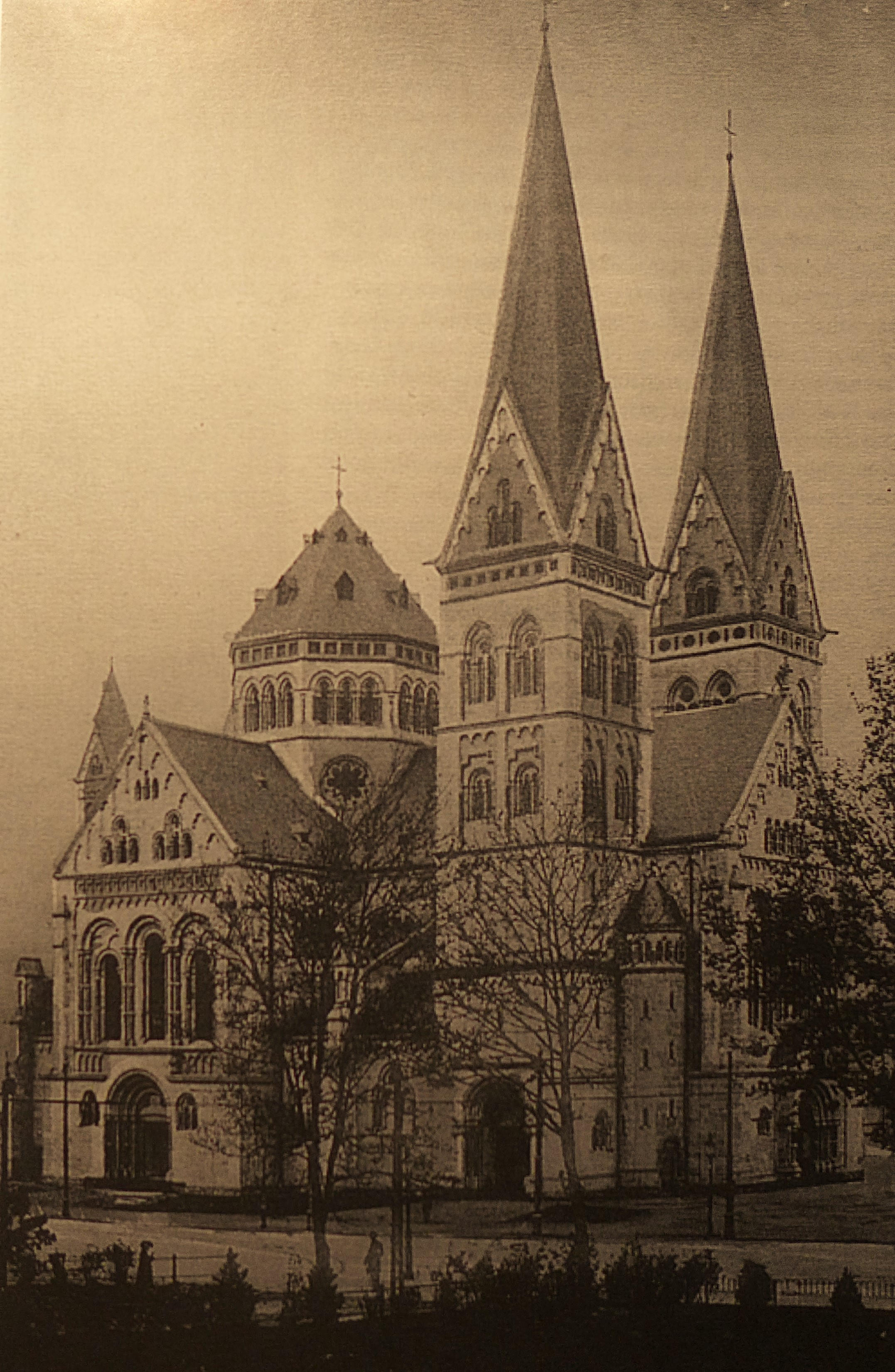
Die Herz-Jesu-Kirche mit den ursprünglichen hohen Turmhelmen, Postkarte um 1905

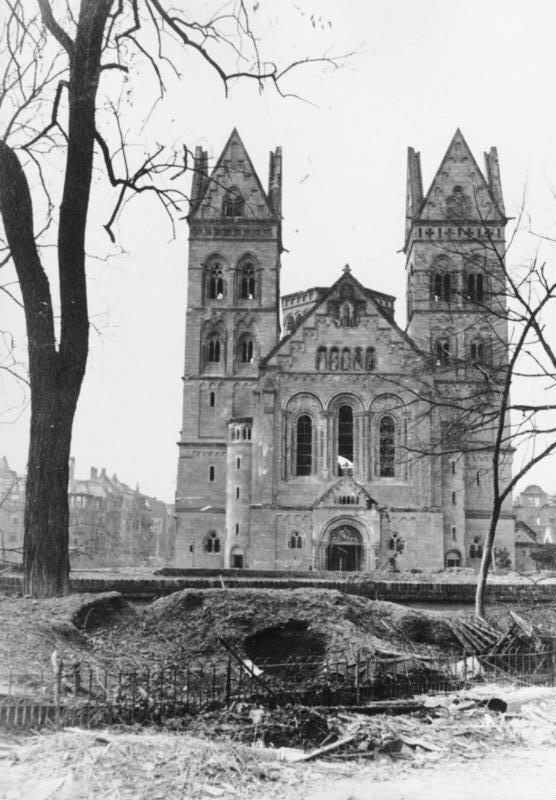
Die schwer beschädigte Herz-Jesu-Kirche im Jahr 1945 mit abgebrannten Turmhelmen

Die Herz-Jesu-Kirche prägt den Übergang vom historischen Innenstadtkern der Stadt zur Südlichen Vorstadt, die im Zuge der preußischen Stadterweiterung Ende des 19. Jahrhunderts entstand. Die Pfarrei Herz Jesu wurde am 13. Februar 1895 gegründet. Erbaut wurde die Kirche von 1900 bis 1903 nach Plänen des späteren Mainzer Dombaumeisters Ludwig Becker. Die Weihe war am 19. Mai 1904. Erster Pfarrer wurde Josef Maximini.
Der Bau der Kirche war nötig geworden, da die Stadt Koblenz mit mehr als 30.000 Einwohnern Ende des 19. Jahrhunderts nur die beiden katholischen Pfarrkirchen Liebfrauen und St. Kastor besaß. Als ab 1890 die preußische Stadtbefestigung aufgegeben und abgerissen wurde, war die Zeit gekommen, neue Pfarrkirchen zu bauen. Inmitten der nun entstehenden Südlichen Vorstadt wurde bis 1897 die Pfarrkirche St. Josef errichtet. Die Herz-Jesu-Kirche wurde die zweite große Kirche im Gebiet der Stadterweiterung. Als Bauplatz für die neue Kirche wurde 1899 der Westflügel der Löhrtor-Kaserne aufgekauft und anschließend abgerissen. Das gewonnene Steinmaterial wurde beim Bau des Fundaments der Herz-Jesu-Kirche verwendet. Der Grundstein wurde mit einer Marmorplatte abgedeckt, die aus einer römischen Katakombe stammte und die der in Koblenz geborene Jesuit und Kirchenhistoriker Hartmann Grisar beschafft hatte. Der dritte Kirchenneubau der Stadterweiterung war die 1904 vollendete evangelische Christuskirche, ebenfalls am Friedrich-Ebert-Ring gelegen.
Beim schwersten Luftangriff auf Koblenz vom 6. November 1944 erlitt die Kirche schweren Schaden und brannte völlig aus. Nach dem Zweiten Weltkrieg wurde sie in den Jahren 1950 bis 1953 unter Pfarrer Johannes Metzdorf leicht verändert wieder aufgebaut und am 29. März 1953 geweiht. Metzdorf gelang es auch, für die zur Pfarrei Herz Jesu gehörende Karthause in den Jahren 1946 bis 1948 die nun eigenständige Pfarrkirche St. Beatus zu errichten. Die heutige Innenausstattung der Herz-Jesu-Kirche entstand bei der Restaurierung in den Jahren 1978/1979. Die letzte Außenrenovierung fand von 1991 bis 2009 statt, dabei wurde das Gebäude 1992 bis 1998 auch innen saniert. Seit 1999 bilden die katholischen Pfarrgemeinden Herz Jesu und Liebfrauen eine Pfarreiengemeinschaft und haben einen gemeinsamen Pfarrer. Im Jahr 2005 kam noch die Pfarrei St. Kastor zu dieser Gemeinschaft hinzu.
Am 22. März 2011 kam es bei Elektroinstallationen durch eine fehlerhaft angeschlossene Stromleitung zu einem folgenschweren Brand in der Sakristei. Das Feuer beschädigte nicht nur die Sakristei, sondern die dabei entstandene Rußentwicklung verschmutzte zusätzlich das Kirchenschiff und die übrigen Räume. Die Kirche war während der folgenden aufwendigen Sanierungsarbeiten für Monate nicht nutzbar. An Heiligabend, dem 24. Dezember 2011, wurde sie wiedereröffnet.

## Bau und Ausstattung

### Außen

Architektonische Vorbilder und Parallelbauten
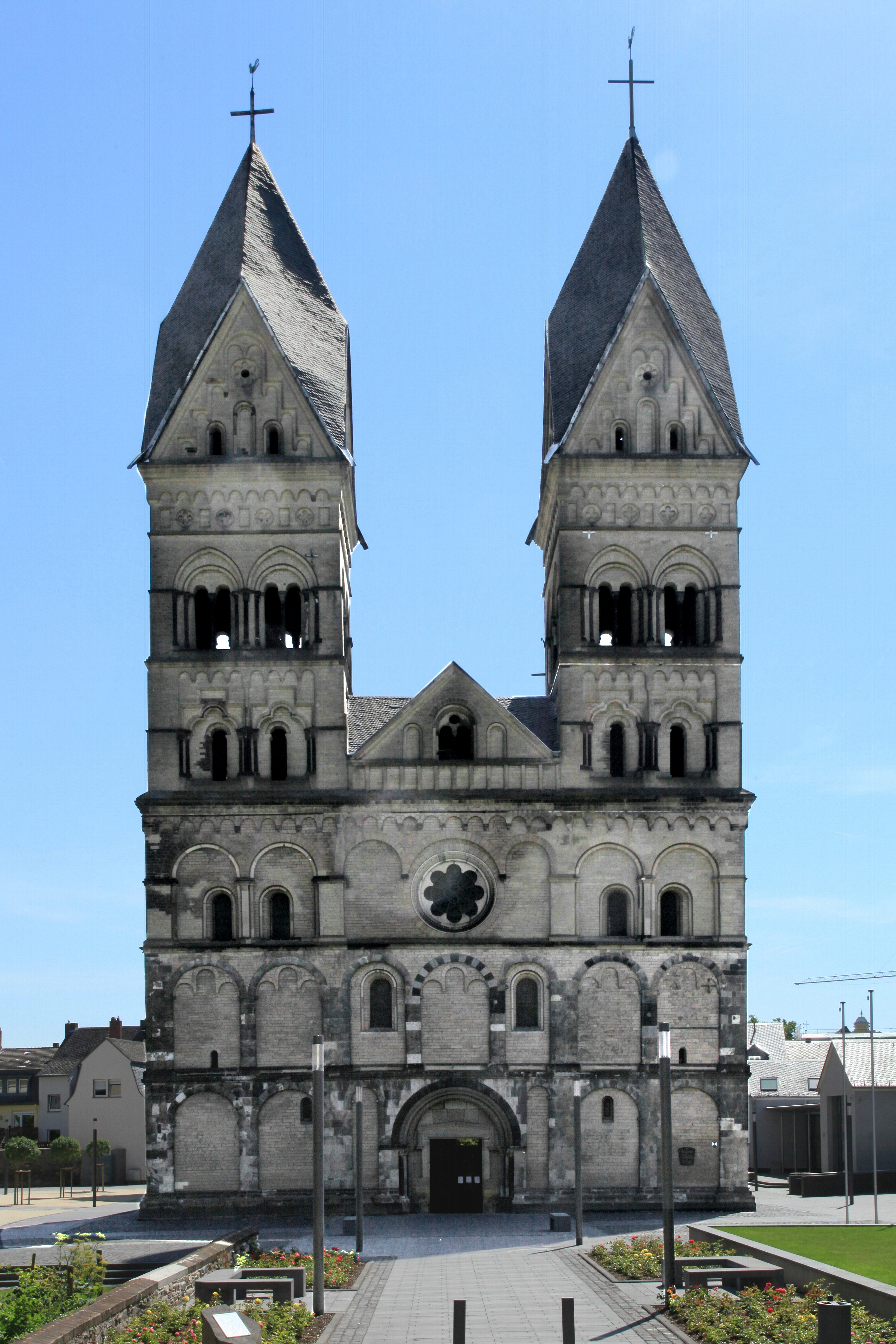
Maria Himmelfahrt (Andernach), Turmfassade
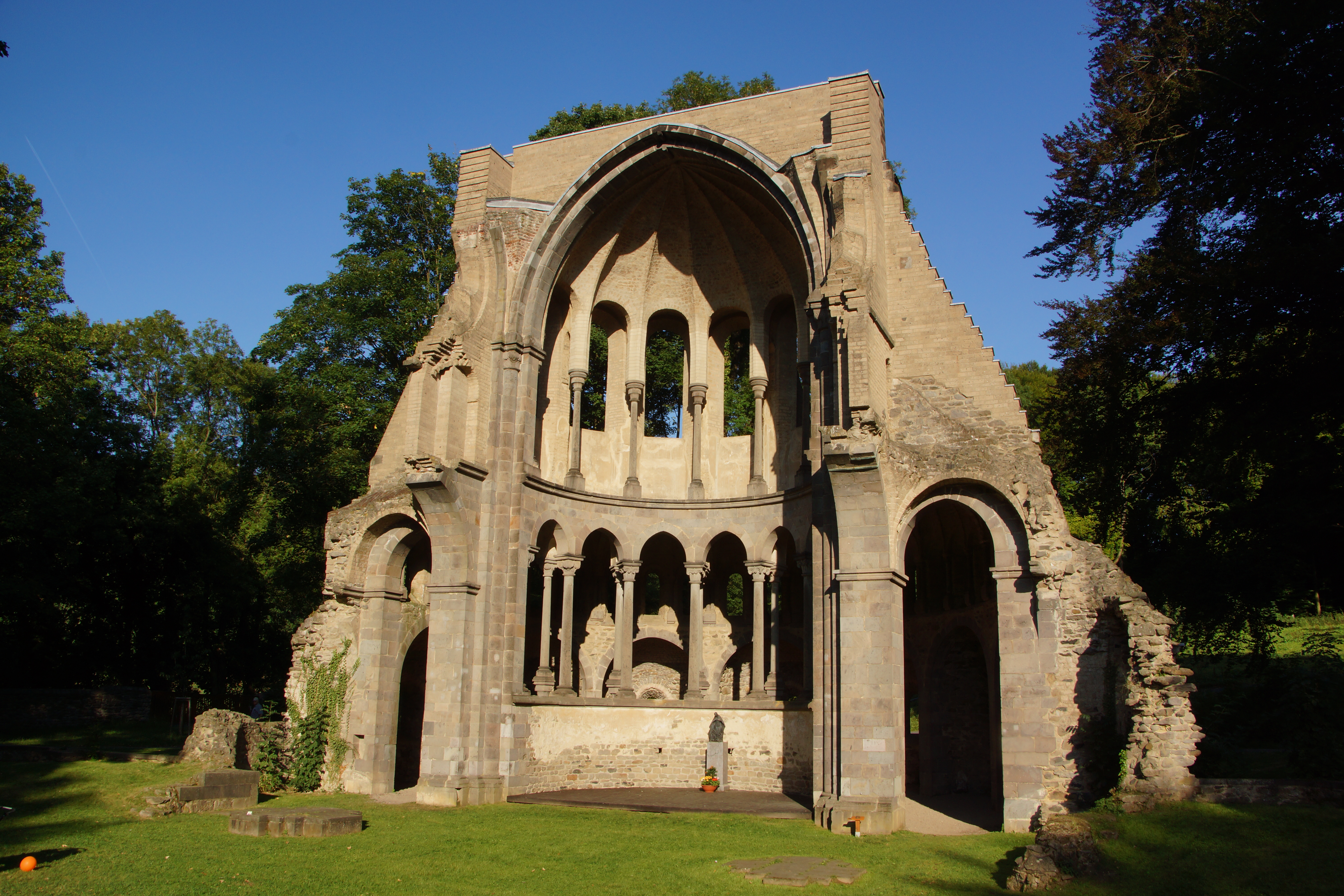
Apsisruine des ehemaligen Klosters Heisterbach
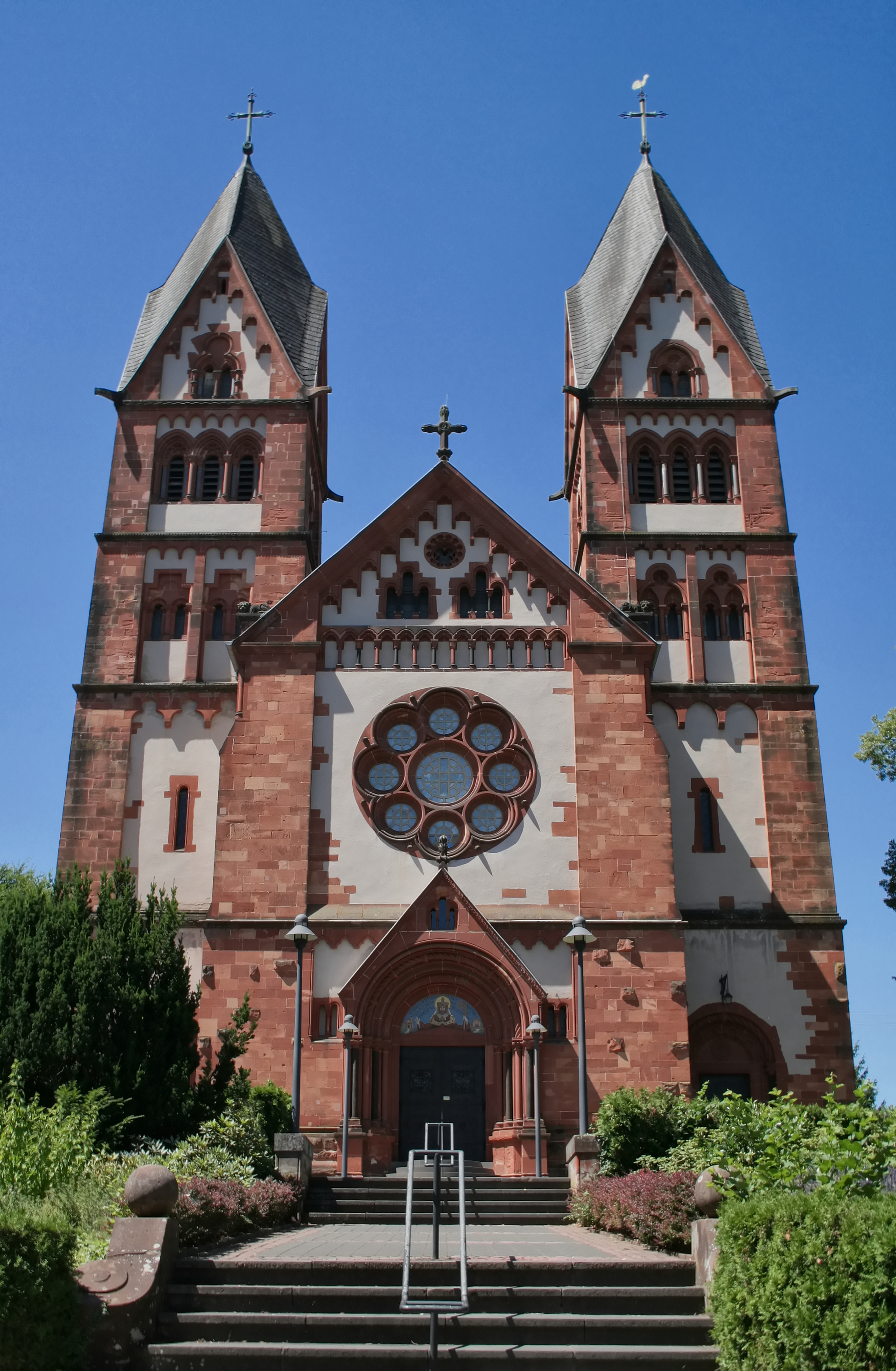
Lutwinuskirche in Mettlach, Ludwig Beckers „Parallelbau“ zur Koblenzer Herz-Jesu-Kirche
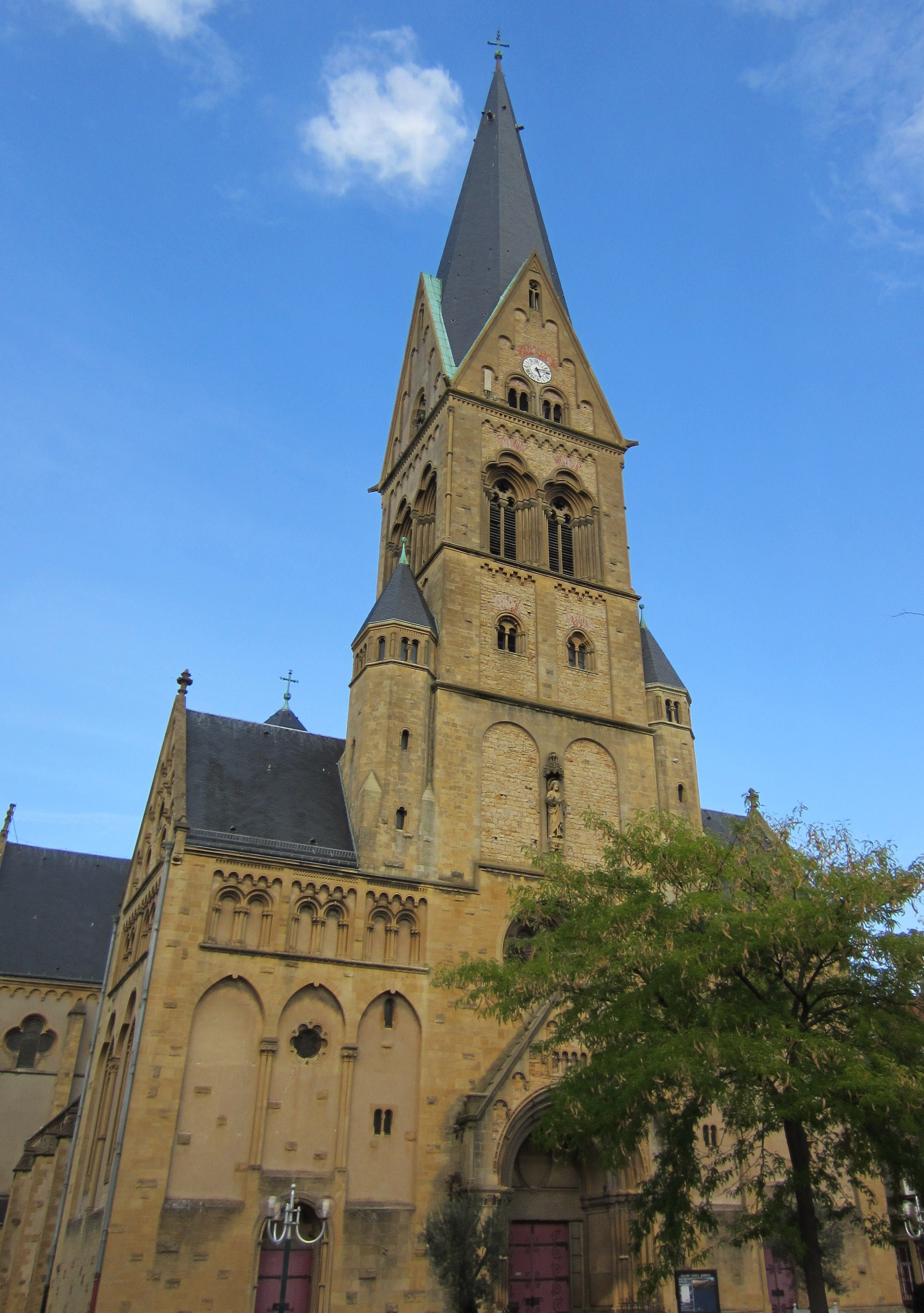
Turmfassade der Josefskirche in Montigny bei Metz; errichtet nach dem Koblenzer Vorbild
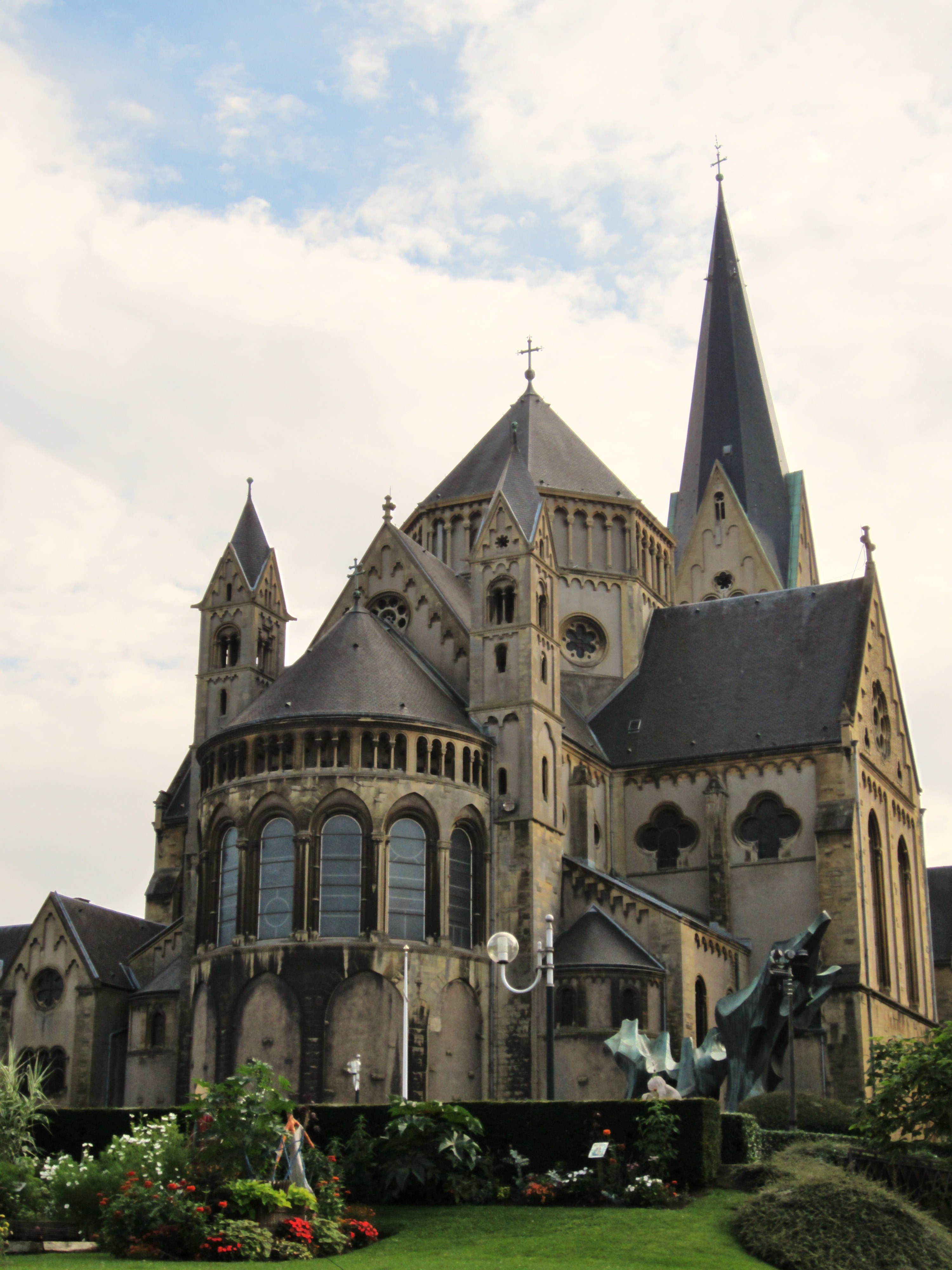
Chorpartie der Josefskirche in Montigny bei Metz

Aus städtebaulichen Gründen ist die dreischiffige Pfeilerbasilika nicht geostet, sondern nach Süden ausgerichtet. Der historisierende Baustil war politisch motiviert und soll an die späte Stauferzeit erinnern sowie ein Gegenstück zu dem im selben Stil errichteten Preußischen Regierungsgebäude am Rhein bilden. Das Bauwerk aus Tuffsteinen steht auf einem kreuzförmigen Grundriss und weist mit seiner wuchtigen Doppelturmfassade zur Innenstadt, der Chor zum Friedrich-Ebert-Ring. Es hat einen nach innen offenen Vierungsturm und Chorflankentürmchen. Der Architekt Ludwig Becker wählte Formen der rheinischen Spätromanik zur Gestaltung seines im Kern modernen Baus. So erinnern die Nordfassade bei den Türmen an Maria Himmelfahrt in Andernach und der Chor an die Chorruine in Heisterbach. Ursprünglich hatte die Kirche auf Fernwirkung angelegte spitze Turmhelme, doch sie wurden beim Wiederaufbau als Rautendächer wiederhergestellt.
Innerhalb des Beckerschen Gesamtwerks zeigt sich am deutlichsten eine architektonische Ähnlichkeit zwischen der Koblenzer Herz-Jesu-Kirche und der Mettlacher Lutwinuskirche. Die bescheidener dimensionierte Mettlacher Kirche, die zur nahezu gleichen Zeit wie die Koblenzer Herz-Jesu-Kirche erbaut wurde, verfügt ebenfalls über ein vorgezogenes Kirchenschiff, zwei zurücktretende Fassadentürme und zwei Chorflankentürme. Nach den Zerstörungen des Zweiten Weltkrieges und der Deckung der Herz-Jesu-Kirchtürme mit rheinischen Rhombenhelmen, sehen sich die Beckerschen Kirchen in Koblenz und Mettlach hinsichtlich ihrer Kubatur noch stärker als im Vorkriegszustand ähnlich.
Die in den Jahren 1903 bis 1906 in Montigny bei Metz von Becker errichtete neoromanische Josefskirche knüpft direkt an die Architektur der Koblenzer Herz-Jesu-Kirche an. Laut einem Artikel der Metzer Zeitung hatte der Pfarrer von Montigny, Philipp Châtelain, im Jahr 1899 in Koblenz die ausgestellten Pläne der Herz-Jesu-Kirche gesehen und war von ihnen derart begeistert, dass er Becker den Auftrag für eine ähnliche Kirche in Montigny gab. Die Einweihung der Kirche in Montigny war am 29. Juli 1906.

### Innen
Das Innere der Herz-Jesu-Kirche ist sehr weiträumig. Der Raum wird von dem offenen, mit Rippenkuppel überwölbtem Vierungsturm dominiert, in dem sich das Langhaus, die Querarme und der Chor treffen. Der Hauptchor wird von einem Umgangschor abgeschlossen. Angeregt von der liturgischen Bewegung des 19. Jahrhunderts, schuf Ludwig Becker einen Raum, in dem jeder Gläubige einen freien Blick zum Altarraum als Mittelpunkt der Kirche hatte. Die meisten ursprünglichen Kreuzrippengewölbe wurden beim Wiederaufbau durch Kreuzgratgewölbe ersetzt.
Von den originalen Ausstattungsstücken sind nur wenige erhalten geblieben. Überdauert haben farbig gefasste Sitzfiguren von Maria und Josef, geschaffen von Alexander Iven aus Köln, und eine qualitätsvolle Kreuzwegstation von Anton Mormann aus Wiedenbrück, der ebenfalls wahrscheinlich der Schöpfer der Figuren einer Pietà sowie der Herz-Jesu-Statue ist.

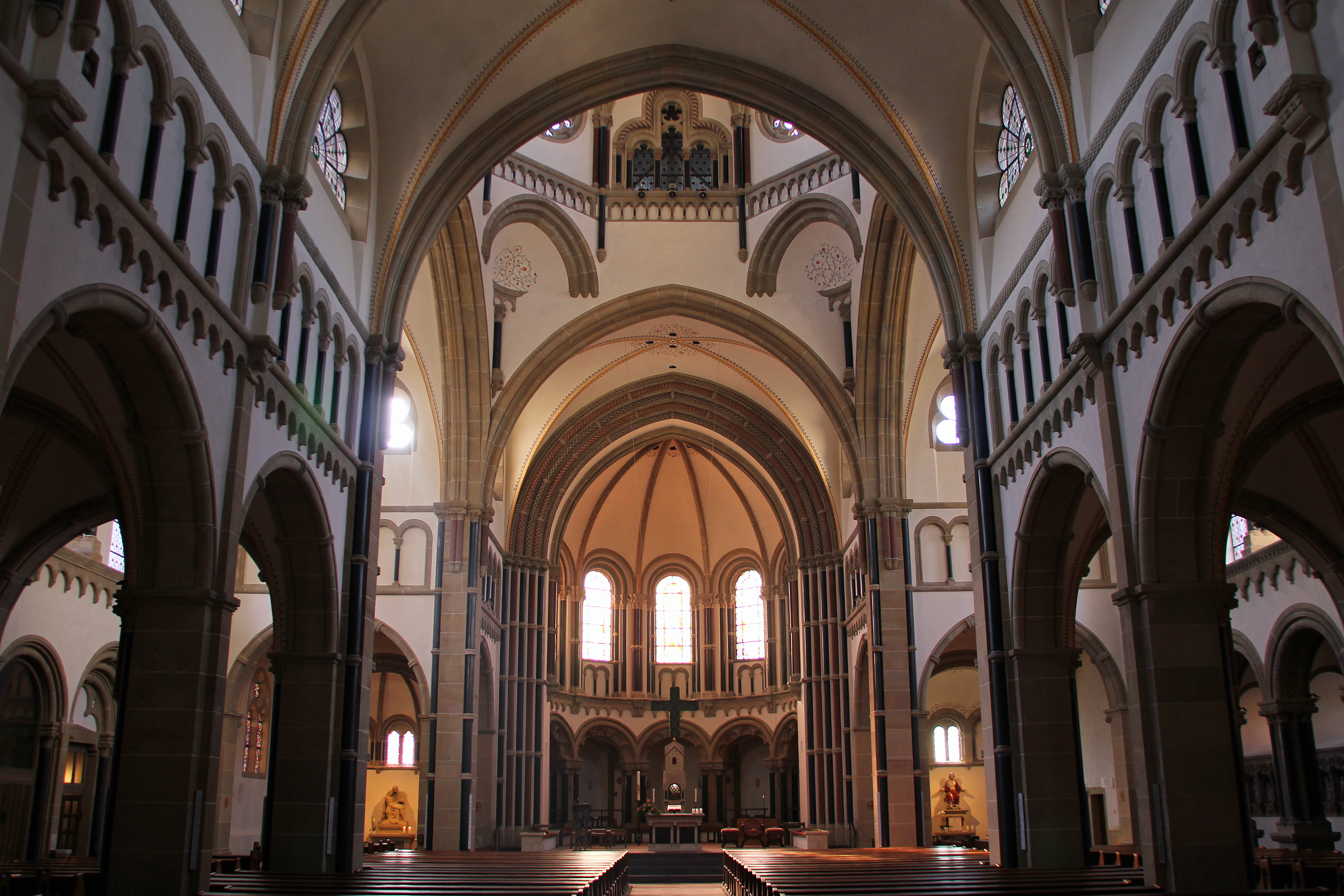
Innenraum mit Blick zur Apsis
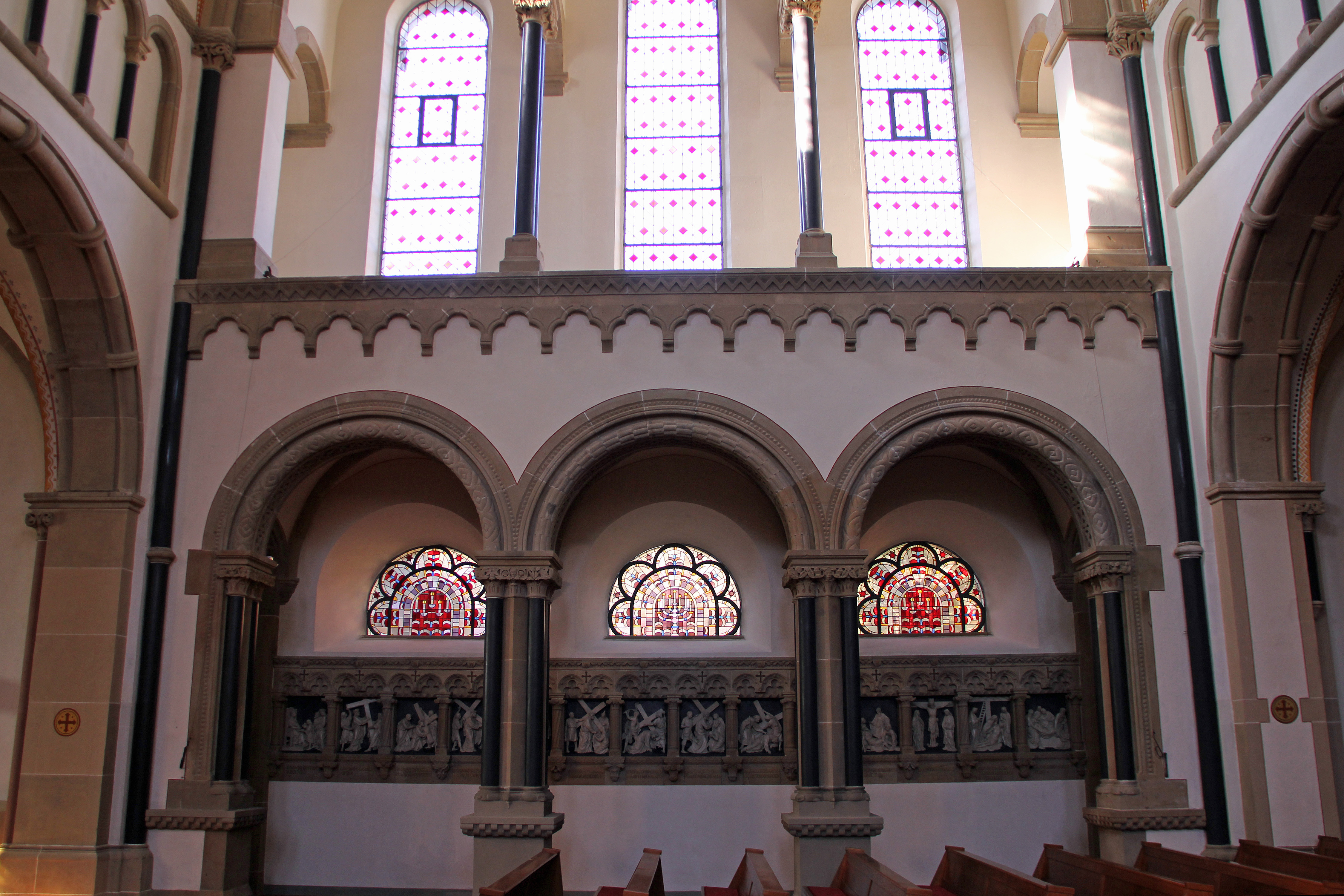
Kreuzwegstation
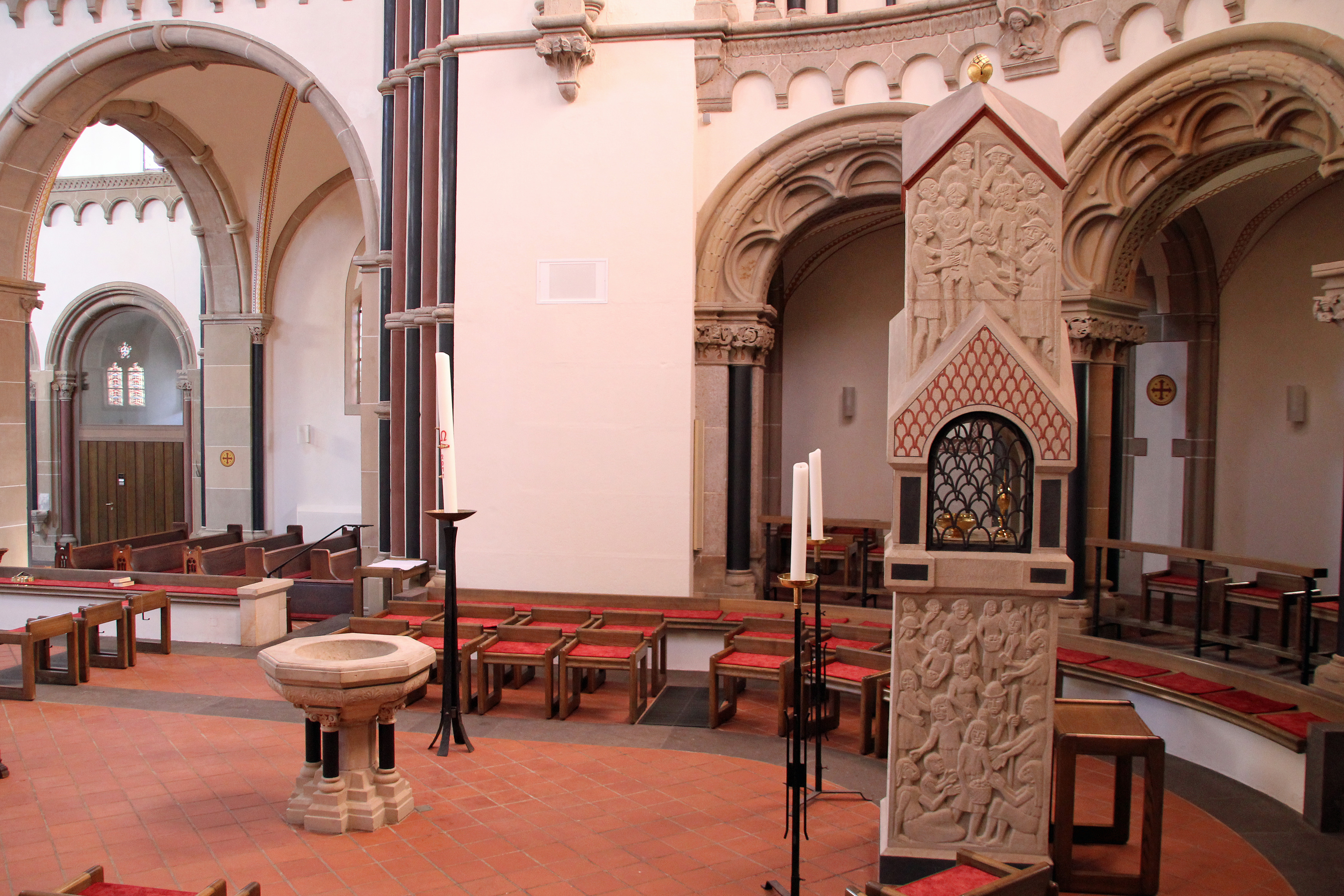
Chorraum
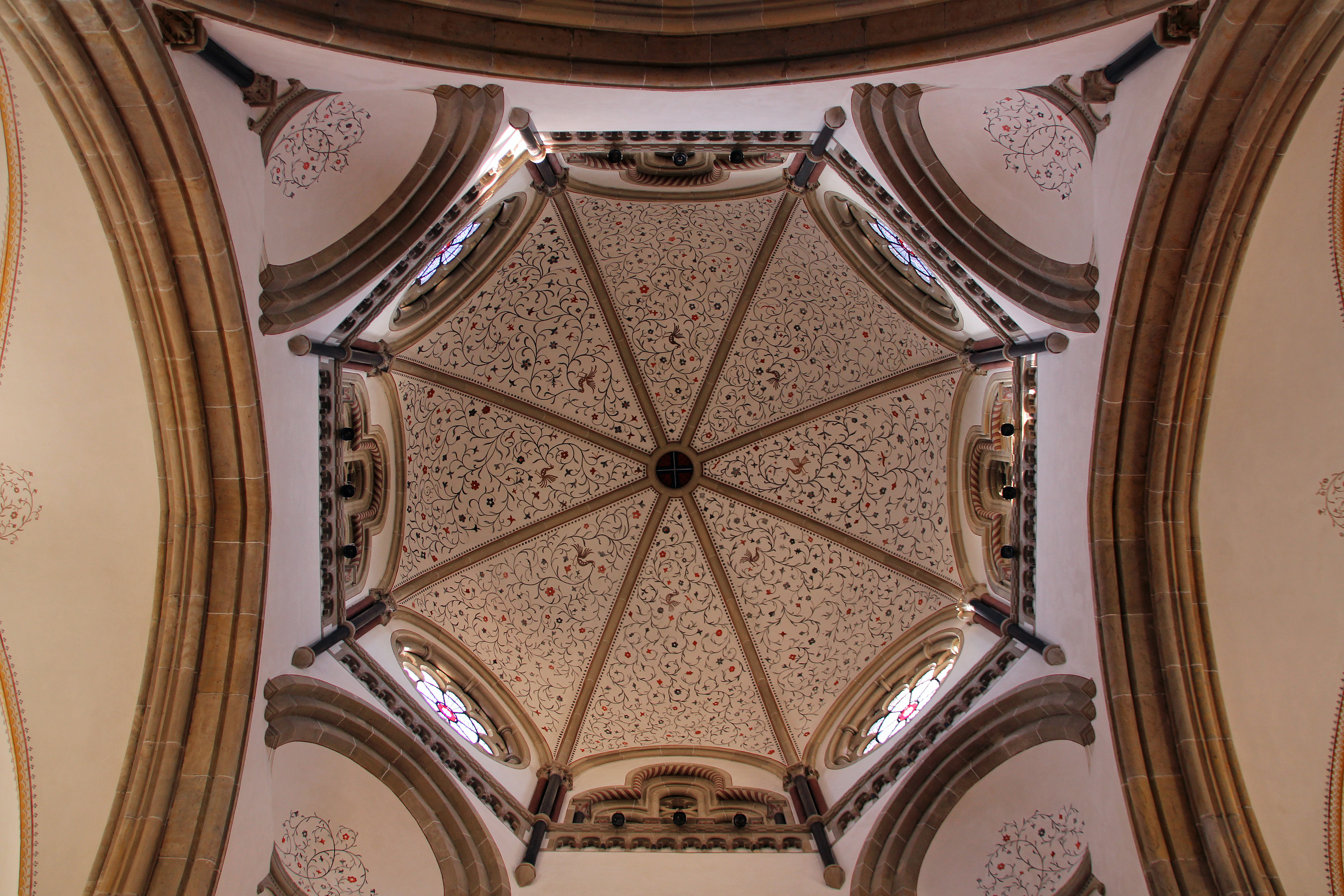
Vierungskuppel

### Orgel

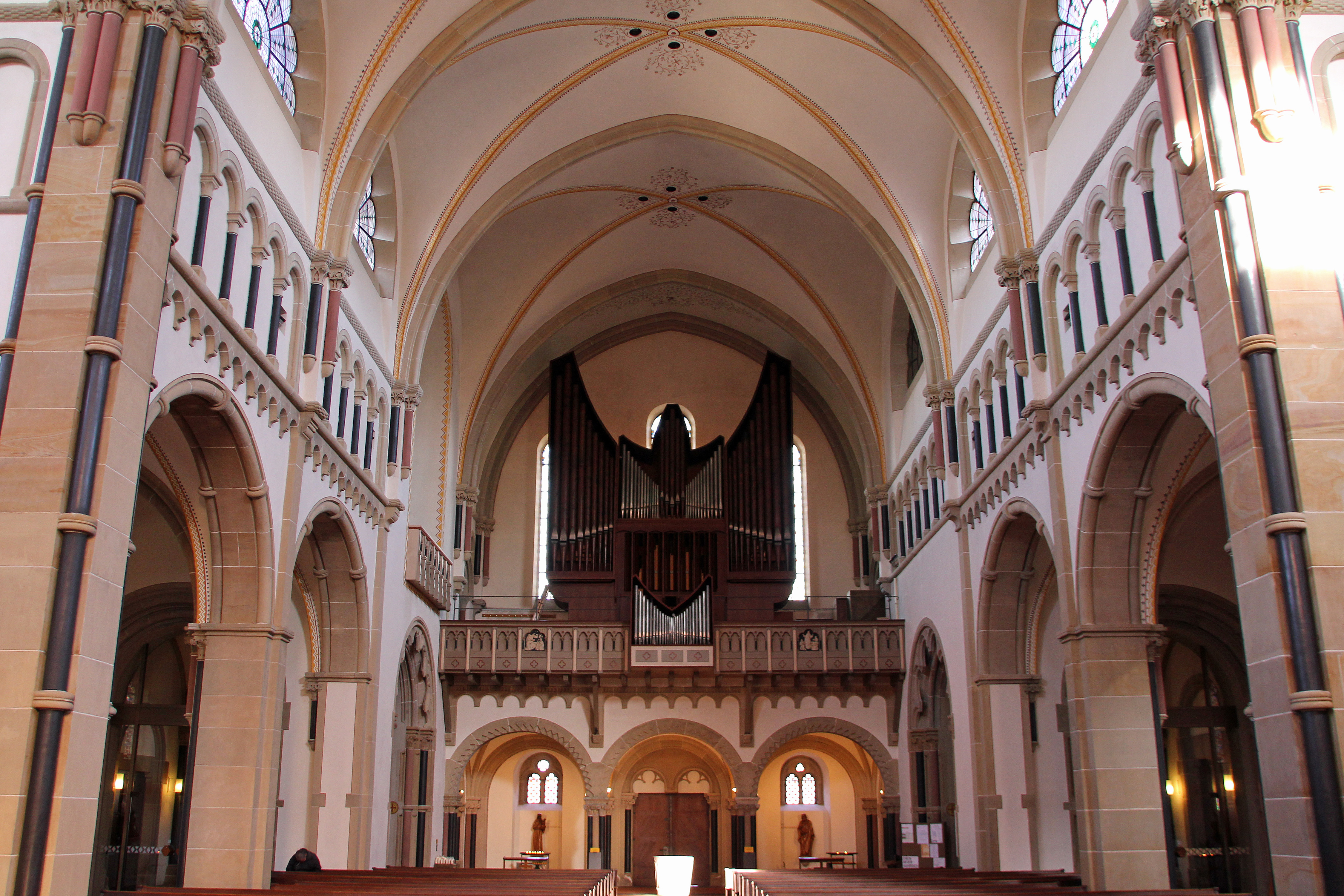
Innenraum mit Blick zur Orgel

Die heutige Orgel wurde 1955 von der Orgelmanufaktur Klais in Bonn erbaut. Bereits die erste Orgel der Herz-Jesu-Kirche stammte von Klais. Sie hatte 31 Register auf zwei Manualen und Pedal, wurde in den Jahren 1939/1940 erweitert und 1944 bei einem Luftangriff vernichtet. Das heutige Instrument hat 39 Register (2606 Pfeifen) auf drei Manualen und Pedal. Die Spieltrakturen sind mechanisch, die Registertrakturen elektrisch.
| I Rückpositiv C–g3 |                 |        |
| 1.                 | Holzgedackt     | 8′     |
| 2.                 | Spitzgedackt    | 8′     |
| 3.                 | Venezianerflöte | 4′     |
| 4.                 | Larigot         | 2 ⁄3′  |
| 5.                 | Principal       | 2′     |
| 6.                 | Terz            | 1 3⁄5′ |
| 7.                 | Oktävchen       | 1′     |
| 8.                 | Cymbel II       |        |
| 9.                 | Krummhorn       | 8′     |

| II Hauptwerk C–g3 |              |     |
| 10.               | Quintade     | 16′ |
| 11.               | Principal    | 8′  |
| 12.               | Rohrflöte    | 8′  |
| 13.               | Oktav        | 4′  |
| 14.               | Gemshorn     | 4′  |
| 15.               | Suavial      | 2′  |
| 16.               | Cornett III  |     |
| 17.               | Mixtur IV-VI |     |
| 18.               | Trompete     | 8′  |

| III Schwellwerk C–g3 |                 |       |
| 19.                  | Holzflöte       | 8′    |
| 20.                  | Salicional      | 8′    |
| 21.                  | Principal       | 4′    |
| 22.                  | Singend Gedackt | 4′    |
| 23.                  | Nasard          | 2 ⁄3′ |
| 24.                  | Hohlflöte       | 2′    |
| 25.                  | Echomixtur V    |       |
| 26.                  | Dulcian         | 16′   |
| 27.                  | Schalmey Oboe   | 8′    |
| 28.                  | Kopftrompete    | 4′    |

| Pedal C–f1 |           |     |
| 29.        | Untersatz | 32′ |
| 30.        | Principal | 16′ |
| 31.        | Subbaß    | 16′ |
| 32.        | Oktav     | 8′  |
| 33.        | Bordun    | 8′  |
| 34.        | Quintatön | 4′  |
| 35.        | Nachthorn | 2′  |
| 36.        | Mixtur IV |     |
| 37.        | Posaune   | 16′ |
| 38.        | Trompete  | 8′  |
| 39.        | Clarine   | 4′  |

- Koppeln: I/II, III/I, III/II, I/P, II/P, III/P
- Spielhilfen: zwei freie Kombinationen, freie Pedalkombination, Tutti, Absteller

### Glocken
Disposition: a° c′ d′ e′ f′
Glocke 1–4: Glockengießerei Mabilon, 1962
Glocke 5: Fa. Glockengießerei Otto, 1924

## Pfarreiengemeinschaft
Die Herz-Jesu-Kirche ist Teil der „Pfarreiengemeinschaft Koblenz-Innenstadt Dreifaltigkeit“, zu der auch die Basilika St. Kastor und die Liebfrauenkirche in der Altstadt sowie St. Josef in der Südlichen Vorstadt und St. Menas in Stolzenfels gehören.

## Denkmalschutz
Die Herz-Jesu-Kirche ist ein geschütztes Kulturdenkmal nach dem Denkmalschutzgesetz (DSchG) und in der Denkmalliste des Landes Rheinland-Pfalz eingetragen. Sie liegt in Koblenz-Altstadt am Löhrrondell 1a.
Seit 2002 ist die Herz-Jesu-Kirche Teil des UNESCO-Welterbes Oberes Mittelrheintal. Des Weiteren ist sie ein geschütztes Kulturgut nach der Haager Konvention und mit dem blau-weißen Schutzzeichen gekennzeichnet.